# Gyrinus microtuberculatus
Gyrinus microtuberculatus là một loài bọ cánh cứng trong họ van Gyrinidae. Loài này được Hatch miêu tả khoa học năm 1951.